# Pascal Peyron
Pour les articles homonymes, voir Peyron.

a Compétitions nationales et continentales officielles uniquement.

Pascal Peyron, né le 7 octobre 1970 à Valence (Drôme), est un joueur français de rugby à XV qui évolue au poste de pilier. Il se reconvertit ensuite en tant qu'entraîneur.

## Biographie
En juin 2005, il est sélectionné avec les Barbarians français pour aller défier la Western Province à Stellenbosch en Afrique du Sud. Les Baa-Baas s'inclinent 22 à 20.

## Carrière

### En tant que joueur
- 1994-1995 : RC Nîmes
- 1995-2000 : CS Bourgoin-Jallieu
- 2000-2002 : US Dax
- 2002[2]-2007 : CS Bourgoin-Jallieu
- 2007-2008 : US Montauban
- 2008-2009 : CS Bourgoin-Jallieu
- 2009-2010 : SO Chambéry

### En tant qu'entraîneur
- 2010-2011 : Co-entraineur des juniors Reichel du Club sportif Bourgoin-Jallieu rugby
- 2011-2012 : Entraineur-adjoint chargé des lignes avant au Lyon OU
- 2012-2014 : Entraineur-adjoint chargé des lignes avant au CS Bourgoin-Jallieu
- 2014-2015 : Co-entraineur chargé des lignes avant au CS Bourgoin-Jallieu
- 2015-2016 : Entraineur-adjoint chargé des lignes avant à l'US Oyonnax
- 2016 à aujourd'hui: Entraîneur chargé des lignes avant au Stade métropolitain.

#### Bilan
| Saison      | Équipe              | Division   | Poste  | Classement                         | Coupe d'Europe   | Challenge Européen |
| ----------- | ------------------- | ---------- | ------ | ---------------------------------- | ---------------- | ------------------ |
| 2011 - 2012 | Lyon OU             | Top 14     | Avants | 14e                                | -                | Éliminé en poule   |
| 2012 - 2013 | CS Bourgoin-Jallieu | Fédérale 1 | Avants | Promu en Pro D2, éliminé en finale | -                | -                  |
| 2013 - 2014 | CS Bourgoin-Jallieu | PRO D2     | Avants | 8e                                 | -                | -                  |
| 2014 - 2015 | CS Bourgoin-Jallieu | PRO D2     | Avants | 13e                                | -                | -                  |
| 2015 - 2016 | US Oyonnax          | Top 14     | Avants | 14e                                | Éliminé en poule | -                  |

## Palmarès
- Challenge européen :
  - Finaliste : 1999.
- Coupe de la Ligue :
  - Finaliste : 2003.
- Coupe de France :
  - Finaliste (1) : 1999